# 츠키요미 이쿠토
츠키요미 이쿠토(일본어: 月詠 幾斗)/토마는 캐릭캐릭 체인지에 등장하는 미소년 캐릭터이다.

## 소개
파란색 샤기컷에 얼굴은 곱상하고 몸은 호리호리하여, 전형적인 미소년이다. 고양이를 닮았으며, 수호 캐릭터는 고양이의 모습을 한 요루이다.악기 전반을 특히 바이올린을 능숙하게 연주할 수 있어서 친아버지인 아루토가 애용한 바이올린을 자주 가지고 다닌다. 시크하고 본성을 잡을 수 없는 성격이지만, 서투르고 말 주변이 없는 일면도 있어서 주위로부터 다양하게 오해를 받는 일도 있다. 세라의 오빠이며, 루이와 앙숙관계였다. 채아무의 연인이다.

## 캐릭터 변신
- 블랙 링크스

요루와의 캐릭터 변신.  흑색을 기조로한 의상으로, 머리카락과 같은 털색의 고양이 귀와 꼬리가 나타난다. 은빛의 큰 십자가와 가슴까지의 짧은 탱크 탑을 입고, 양 팔에는 암 커버, 그리고 무릎에는 긴 벨트가 붙는다. 칼날이 3개로 암 커버의 양 손의 갑 부분에 있다.
- 슬래쉬 크로우

양손의 칼날로 물리적인 공격 기술.
- 데스 레이블

바이올린으로부터 태어난 새까만 알과 캐릭터 변신. 고양이 귀가 나오고 바이올린을 모티브로 무기를 사용. 와인 컬러의 넥타이와 흰 와이셔츠 위에 검은 날개의 퍼와 쇠사슬이 붙은 롱 코트를 걸쳐 입고 그 소매에는 완장이 붙어있다. 흰 장갑을 꼈고 벨트가 달려있는 롱 부츠를 신는다.
다크 나이트 스톰 - 가지고 있는 낫으로 무기로 사용.
- 세븐 시즈 트레저

아무의 험프티 록을 이쿠토의 덤프티 키가 해제시켜 나온 캐릭터 변신(요루와 바이올린에서 나온 검은 알과 변신). 고양이 귀에 해적선장 모자를 쓰고 있으며 파란색 선장코트는 살짝 걸치고 있다. 하얀 상의에 베이지색 하의, 검은색 벨트에 왼쪽 허리에는 해적 칼을 차고 있다. 검은색 장갑과 검은색 롱부츠를 신고 있다. 오른쪽 눈에는 해적 안대를 착용하고 있다.
- 에메랄드 라이트 - 세븐 시즈 트레저가 가지고 있는 해적 칼로 에메랄드 빛을 내며 X자로 가르거나 거대한 임팩트로 공격.